# Trimetrexato
Il trimetrexato è un derivato del composto eterociclico chinazolina, un inibitore della diidrofolato reduttasi, con proprietà generali simili a quelle del metotrexato.

## Farmacodinamica
Il composto è un potente inibitore dell'enzima diidrofolato reduttasi (DHFR), di origine batterica, protozoica e mammifera, ma differisce dal metotrexato per due importanti aspetti: le cellule tumorali lo captano con una migliore efficacia (maggior uptake cellulare) e, una volta all'interno delle cellule, non va incontro a poliglutamilazione.

DHFR catalizza la trasformazione del diidrofolato nel coenzima attivo tetraidrofolato. L'inibizione di questo coenzima  interferisce con la biosintesi del timidilato e della formiltransferasi folato-dipendente. Ne consegue una diminuita biosintesi delle purine ed un'alterata sintesi di DNA, RNA e proteine, cui fa seguito la morte cellulare.
Il meccanismo di trasporto del trimetrexato attraverso la membrana cellulare può avvenire per diffusione passiva, in virtù delle caratteristiche di marcata liposolubilità della molecola,oppure per mezzo di carrier diversi da quelli per i folati. 
Ne consegue che le cellule resistenti al metotrexato possono rimanere sensibili al trimetrexato, specialmente se il meccanismo di resistenza è dovuto a difetti nella poliglutamilazione o nell'uptake oppure a un basso livello nell'amplificazione del gene dell'enzima diidrofolato reduttasi.
Solo le cellule resistenti al metotrexato con un'alterata diidrofolato reduttasi hanno dimostrato di essere insensibili al trimetrexato. Al contrario le cellule che presentano un alto livello di amplificazione del gene della diidrofolato reduttasi mostrano una parziale resistenza crociata. Alcuni tipi di cellule si caratterizzano invece per una resistenza al trimetrexato di origine ignota.

## Farmacocinetica
Dopo somministrazione per via orale il trimetrexato viene adeguatamente assorbito dal tratto gastroenterico e presenta una buona biodisponibilità. La clearance plasmatica segue un andamento bifasico o trifasico. In breve tempo (in genere 20-30 minuti) il farmaco si distribuisce ai vari tessuti biologici. Il composto oltrepassa la barriera ematoencefalica e può essere dosato nel liquido cerebrospinale solo in piccola quantità, nonostante l'elevato grado di liposolubilità.

L'emivita plasmatica dopo infusione per via endovenosa è di 10-34 ore. Nell'organismo il farmaco viene metabolizzato ampiamente a livello della ghiandola epatica e viene quindi eliminato attraverso l'emuntorio renale, per circa il 40% sotto forma di metaboliti mentre solo una minima quantità (5% circa) è escreta come farmaco immodificato.

## Tossicologia
Studi sperimentali su animali (topo) hanno messo in evidenza un valore di DL50 pari a 175 mg/kg peso corporeo, quando il composto (monoacetato monoidrato) viene somministrato per via intraperitoneale.

## Usi clinici
Il trimetrexato è impiegato come farmaco antineoplastico nel trattamento di varie forme di tumori solidi, inclusi quelli dei bronchi e dei polmoni, e di alcuni linfomi e leucemie.
 
La Food and Drug Administration (FDA) degli Stati Uniti ha approvato l'uso del trimetrexato nel trattamento della polmonite da Pneumocystis carinii nei pazienti immunocompromessi, come quelli affetti da AIDS oppure nei soggetti sottoposti a trapianti, soprattutto quando altre terapie siano risultate inefficaci. In questi casi trimetrexato è normalmente già associato ad acido folico.

## Effetti collaterali e indesiderati
In corso di trattamento tra gli eventi avversi che si verificano con maggiore frequenza si segnala la tossicità ematologica, potenzialmente letale (mielosoppressione e segnatamente anemia, leucopenia con neutropenia, piastrinopenia o pancitopenia), indotta dall'antineoplastico. Al fine di diminuire questo rischio è opportuna la concomitante somministrazione di acido folinico (un metabolita dell'acido folico, già convertito in tetraidrofolato e successivamente metilato a dare il 5-metil-tetraidrofolato chiamato, appunto, acido folinico), in genere sotto forma di sale di calcio.

Sono stati anche riportati casi di tossicità gastrointestinale (nausea, vomito, diarrea, dolore addominale) e epatica (aumento transitorio delle transaminasi ed in particolare di AST, ALT e fosfatasi alcalina).
Altri eventi avversi comprendono iperpiressia, mucosite, insufficienza renale, prurito, eruzioni cutanee e, talvolta, reazioni anafilattoidi.

## Controindicazioni
Il trimetrexato è controindicato nei soggetti con ipersensibilità individuale nota al principio attivo, alla quinazolina oppure ad uno qualsiasi degli eccipienti della formulazione farmaceutica. 
È inoltre controindicato nei soggetti affetti da insufficienza epatica o ulcera peptica (ulcera gastrica o duodenale) e nelle donne in stato di gravidanza.

## Dosi terapeutiche
Il trimetrexato viene somministrato come glucuronato per via endovenosa. 
Nel trattamento delle neoplasie vengono somministrate dosi di 8–12 mg/m2/die per 5 giorni o di 125–150 mg/m2 ogni 14 giorni in associazione con una 'terapia di salvataggio' con acido folinico. 
Nel trattamento della polmonite da Pneumocystis carinii viene suggerito uno schema posologico che prevede la somministrazione di 30 mg/m2/die per 21 giorni sempre in associazione con una terapia di salvataggio con acido folinico.

## Sovradosaggio
In caso si verifichi sovradosaggio da trimetrexato è necessaria l'immediata interruzione della terapia con l'antineoplastico e si deve somministrare acido folinico a dosaggi di 40 mg/m2 ogni 6 ore per 3 giorni.

## Interazioni
- Farmaci imidazolici (clotrimazolo, ketoconazolo, miconazolo): la co-somministrazione con trimetrexato determina un'inibizione del metabolismo di quest'ultimo attraverso un'inibizione del citocromo P450 ed in particolare dell'isoforma CYP3A4.